# Seleção Bonairense de Futebol
A Seleção Bonairense de Futebol representa a ilha de Bonaire, hoje um município especial pertencente ao reino dos Países Baixos (juntamente com Santo Eustáquio e Saba), em competições de futebol. É controlada pela Federação de Futebol de Bonaire. Embora não seja membro da FIFA (consequentemente não pode competir em eliminatórias de Copa do Mundo), faz parte da CONCACAF e da União Caribenha de Futebol como membro associado.
Antes de se filiar à CONCACAF e à CFU em 2013, disputou o Torneio ABCS, competição realizada entre 2010 e 2013 que teve como participantes, além de Bonaire, as seleções de Aruba, Curaçau e Suriname. Bonaire venceu a edição de 2011.
O Estádio Municipal de Kralendijk é a praça esportiva onde a seleção manda os seus jogos. Como o nome diz, situa-se na cidade de Kralendijk, maior cidade da ilha.

## Títulos
- Torneio ABCS: 2011

## Recordes
10 de setembro de 2024
Jogadores em negrito ainda em atividade pela Seleção Bonairense.
| #  | Jogador            | Partidas | Gols | Em atividade |
| -- | ------------------ | -------- | ---- | ------------ |
| 1  | Yurick Seinpaal    | 21       | 6    | 2013–        |
| 2  | Berry Sonnenschein | 15       | 1    | 2018–        |
| 2  | Robert Frans       | 15       | 0    | 2015–2023    |
| 2  | Rishison Frans     | 15       | 0    | 2015–2023    |
| 2  | Adri Serberie      | 15       | 0    | 2019-        |
| 6  | Igmard Gijbertha   | 14       | 0    | 2013–2019    |
| 6  | Rilove Janga       | 14       | 1    | 2013–2019    |
| 6  | Jonathan Libiana   | 14       | 2    | 2022–        |
| 6  | Ayrton Cicilia     | 14       | 7    | 2018–        |
| 10 | Lacey Pauletta     | 13       | 1    | 2013–2019    |

| # | Jogador           | Gols | Partidas | Média por jogo | Em atividade |
| - | ----------------- | ---- | -------- | -------------- | ------------ |
| 1 | Ayrton Cicilia    | 7    | 14       | 0.5            | 2018–        |
| 2 | Yurick Seinpaal   | 6    | 21       | 0.29           | 2013–        |
| 3 | Suehendley Barzey | 3    | 7        | 0.43           | 2013–2015    |
| 4 | Thierry Anthony   | 2    | 2        | 1              | 2023–        |
| 4 | Kenny Kunst       | 2    | 2        | 1              | 2011         |
| 4 | Edshel Martha     | 2    | 4        | 0.5            | 2018–2019    |
| 4 | Jermaine Windster | 2    | 8        | 0.25           | 2018–        |
| 4 | Ilfred Piar       | 2    | 8        | 0.25           | 2013–2019    |
| 4 | Guillermo Montero | 2    | 9        | 0.22           | 2014–        |
| 4 | Jonathan Libiana  | 2    | 14       | 0.14           | 2022–        |
| 4 | Jurven Koffy      | 2    | 12       | 0.17           | 2018–        |

## Treinadores
- Arturo Charles (2010–2012)
- Rudsel Sint Jago (2012–2014)
- Ferdinand Bernabela (2014–2015)
- Emmanuel Cristori (2017–2018)
- Robert Winklaar (2018)
- Alexandro Raphaela (2019)
- Brian van den Bergh (2019)
- Mauricio Tobón (2021–2023)
- Rilove Janga (2023–)